# Недко Еленски
Недко Желев Еленски е български археолог праисторик. Завършил Великотърновския университет, специалност „Археология“. Известен с проучванията на неолитното селище  Джулюница-Смърдеш при село Джулюница, Великотърновско. Това е едно от най-ранните неолитни селища в Централна Северна България. Научната му работа е свързана с  Регионалния исторически музей в гр. Велико Търново, България. Има съществен принос за изследване на най-ранния неолит в Централна Северна България.